# Fánisz Katerjanákisz
Theofánisz "Fánisz" Katerjanákisz (görögül:  Θεοφάνης Κατεργιαννάκης; Szaloniki, 1974. február 16.) görög válogatott labdarúgókapus. Tagja volt a 2004-ben Európa-bajnokságot nyert görög válogatott keretének.

## Pályafutása

### Klubcsapatokban
1994 és 2002 között az Árisz Szaloniki játékosa volt. 2002 és 2004 között az Olimbiakószban játszott, melynek tagjaként 2003-ban bajnoki címet szerzett. 2004-ben Olaszországba szerződött a Cagliari csapatához, ahol egy évet töltött. 2005-ben az Iraklísz szerződtette, de két szezon alatt mindössze három mérkőzésen lépett pályára. 2008 és 2011 között a Kavála kapusa volt.

### A válogatottban
1999 és 2004 között 6 alkalommal szerepelt a görög válogatottban. Tagja volt a 2004-es Európa-bajnokságon győztes válogatott keretének. 

## Sikerei, díjai
Olimbiakósz
- Görög bajnok (1): 2002–03
- Görög kupadöntős (1): 2003–04

Görögország
- Európa-bajnok (1): 2004